# جزع (ميكانيكا)

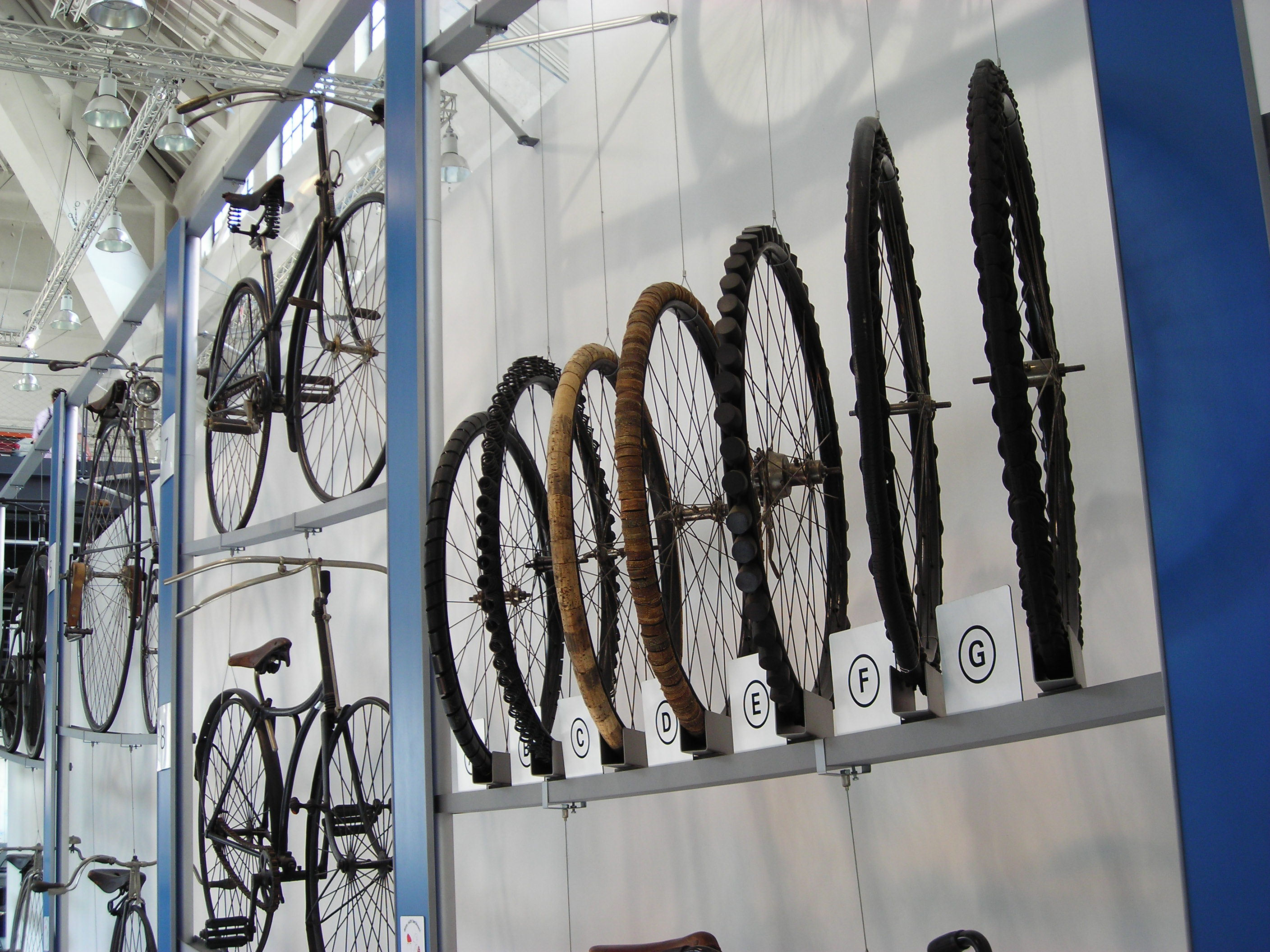
تدور عجلة الدراجة حول محور.

الجُزع أو محور الدولاب (بالإنجليزية: Axle)‏ هو محور مركزي تدور حوله عجلة دائرية أو تروس.
في العربات ذوات العجلات الدائرية قد يكون المحور مثبت في العجلات ويدور بدورانها، وفي هذه الحالة يكون موضع اتصال المحور بجسم العربة مزود بمحمل لتسهيل حركته، كما أن المحور قد يكون مثبت في جسم العربة بصورة لا تسمح له بالدوران ولذلك فإن العجلات هي التي تدور حوله ولا يدور المحور معها، وفي هذه الحالة يصبح مكان المحمل في الثقب المركزي وهو موضع اتصال المحور بالعجلة.
المحور هو عمود يدير التروس أو العجلات، مثلما في المركبات والسيارات. كما أن عجلة الدراجة تدور أيضا حول محور، وكذلك تدور تروس الساعات حول محور. في المركبات ذات الإطارات يوصل المحور بالعجلات ويكون حراً للدوران داخل محاملات مثبتة في المركبة. وفي بعض المركبات يمكن ان يكون في تكوينها محاور ثابتة لا تدور وتدور العجلات بوسيلة أخرى، عجلاتأ حيانا، أو أن يثبت المحور بالمركبة وتدور العجلات حول المحور.
في معظم السيارات تثبت محامل ذات كريات (كراسي التحميل) في المركبة ويدور فيها المحور، ويدير المحور العجلتين الأماميتين. وبالنسية للعجلتين الخلفيتين فإما يكون محورهما ثابتاً، أو من الممكن أن يقوم محور العجلتين الخلفيتين أيضا بتدويرهما، فعندئذ تسمى تلك السيارات «رباعية الدفع». يتلقى المحور حركته من المحرك عن طريق صندوق التروس ومحاور أخرى.
في الدراجة يكون المحور مثبتا في وسط العجلة ويكوّن في نفس الوقت جزءا من الكرسي المثبت في هيكل الدراجة؛ تدور العجلة ويدور بالتالي المحور في داخل المحمل المثبت في هيكل الدراجة.

## أنواع المحاور

### المحور الثابت
تدور «بكرة» كابل على محور ثابت لا يدور. المحور الثابت يتحمل الاثقال وقوى الشد التي تعمل عليه.

### المحور الدوار
إذا كانت العجلات أو الدوارات Roller ليست موصولة بمحرك وإنما يحركها محور دوّار، فيسمى هذا المحور «المحور الدوّار». يتعرض المحور الدوار خلال الحركة إلى قوى الثني ولهذا يكون تصميمه مناسبا للتحميل. ولا يحتاج المحور الدوار عادة إلى محمل معقد التركيب، وهو سهل الصيانة والتركيب.

### محاور مصمتة ومحاور أنبوبية
تتميز المحاور الأنبوبية باستقرار عالي بالمقارنة بالمحور المصمت من حيث الوزن، حيث أن داخل المحور لا يتعرض إلى قوى ثني بالمقارنة بخارجة. ونجد ذلك في المحاور المكونة لهيكل دراجة.

### طرف المحور

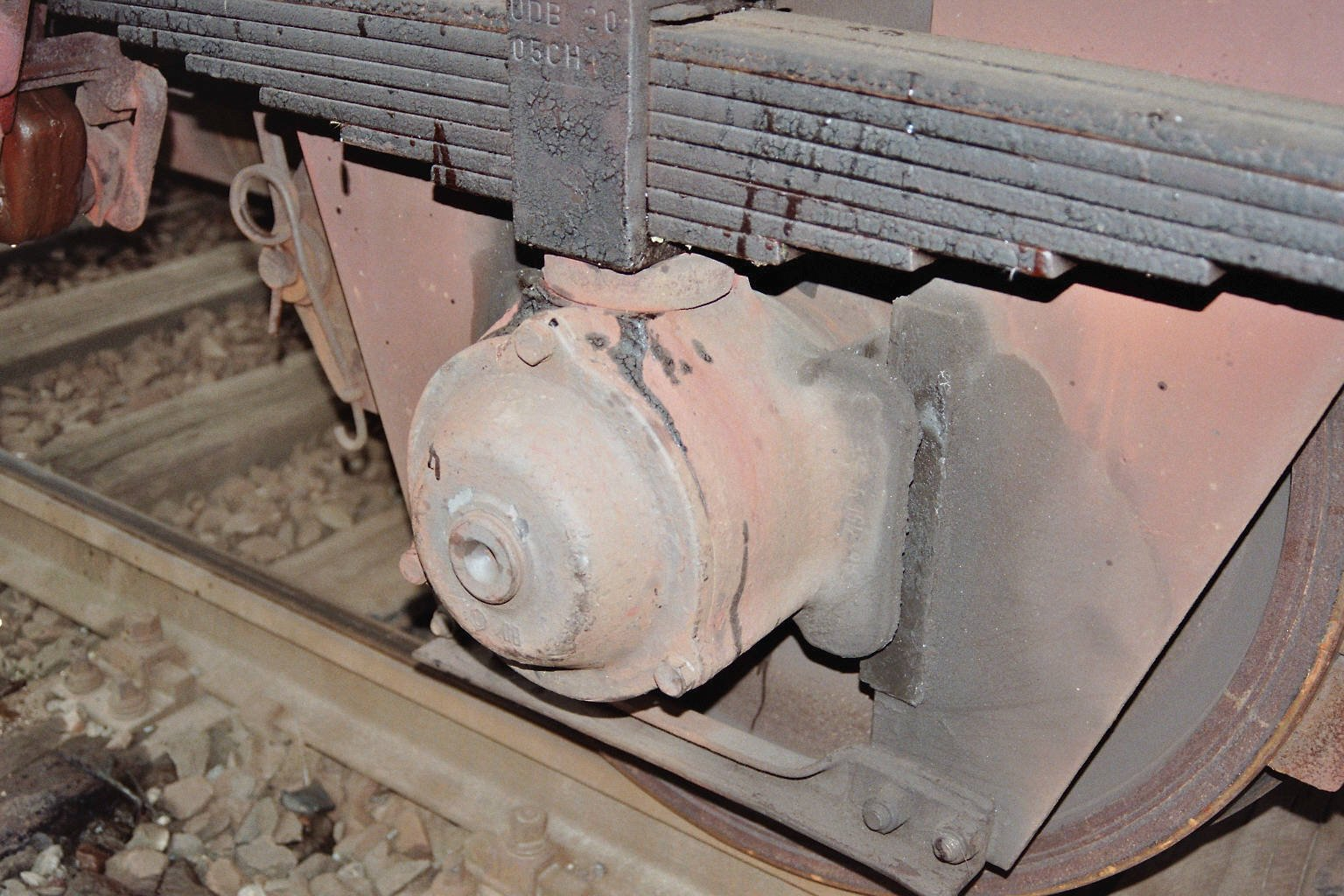
مسند محمل (محمل المحور ونابص حامل وماسك المحور) في عربة قطار بضائع.

يسمى طرفي محور يدور ويدير معه أجزاء أخرى - كعجلات أو تروس - «أطراف المحور». ويستعمل طرفي المحور الدوار لتثبيت المحور من طرفيه.وفي العادة يثبت كل طرف على محمل يدور المحور فيه، وتسمى تلك المحملات محمل ارتكازي. وتثبت تلك المحملات الارتكازية (أو الكراسي الارتكازية) على «مساند المحمل» التي تكون مثبتة في هيكل المركبة. وأحيانا يكوّن طرف المحور المساحة الداخلية للمحمّل، مثلما في محور الدراجة.
المحمل يكون في الغالب محمل كريات.

### محور قيادة

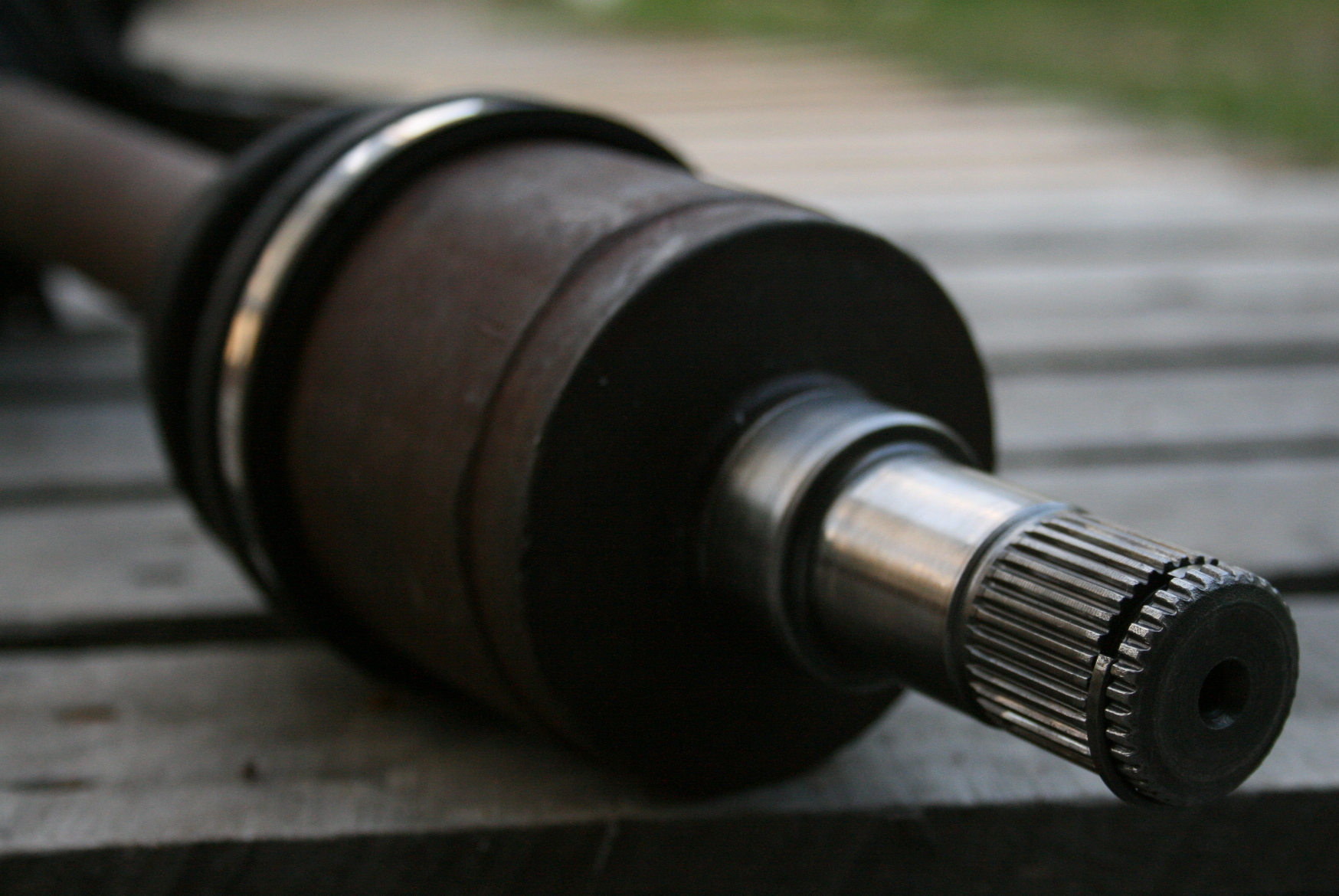
طرف مخدد لمحور قيادة أمامي.

محور القيادة هو المحور المتصل مباشرة بالمحرك.
تربط السيارات الحديثة ذات الدفع الأمامي بين صندوق التروس والمحور الأمامي في قطعة واحدة تسمى «محور توصيل». ويتكون محور القيادة من طرفين ويتصل من وسطه بصندوق التروس ومفاصل تسمى «مفاصل يونيفيرسال». ويتصل كل طرف لمحور القيادة بإحدى العجلات عن طريق مفصل متساوي السرعة CV joint تسمح لنظام العجلة الحركة وفي نفس الوقت تسمح بانحرافها عند السير في منحني.
في السيارات والشاحنات ذات الدفع الخلفي يدير المحرك قضيب القيادة أو «قضيب المروحة» الذي ينقل الحركة الدورانية إلى محرك القيادة الموجود في مؤخرة المركبة الذي يدير العجلات بدوره. ولكن بعض السيارات الحديثة تستخدم المحور المقسوم (كالموصوف أعلاه) وتستخدم معه صندوق تروس. في تلك الحالة يكون نصف المحور متصلا بصندوق التروس وبالعجلة الخلفية اليسرى، والنصف الثاني منه يتصل بنفس الطرية بالعجلة اليمنى؛ بذلك يكوّن نصفي المحور وصندوق التروس المحور الخلفي.

### محور خامل

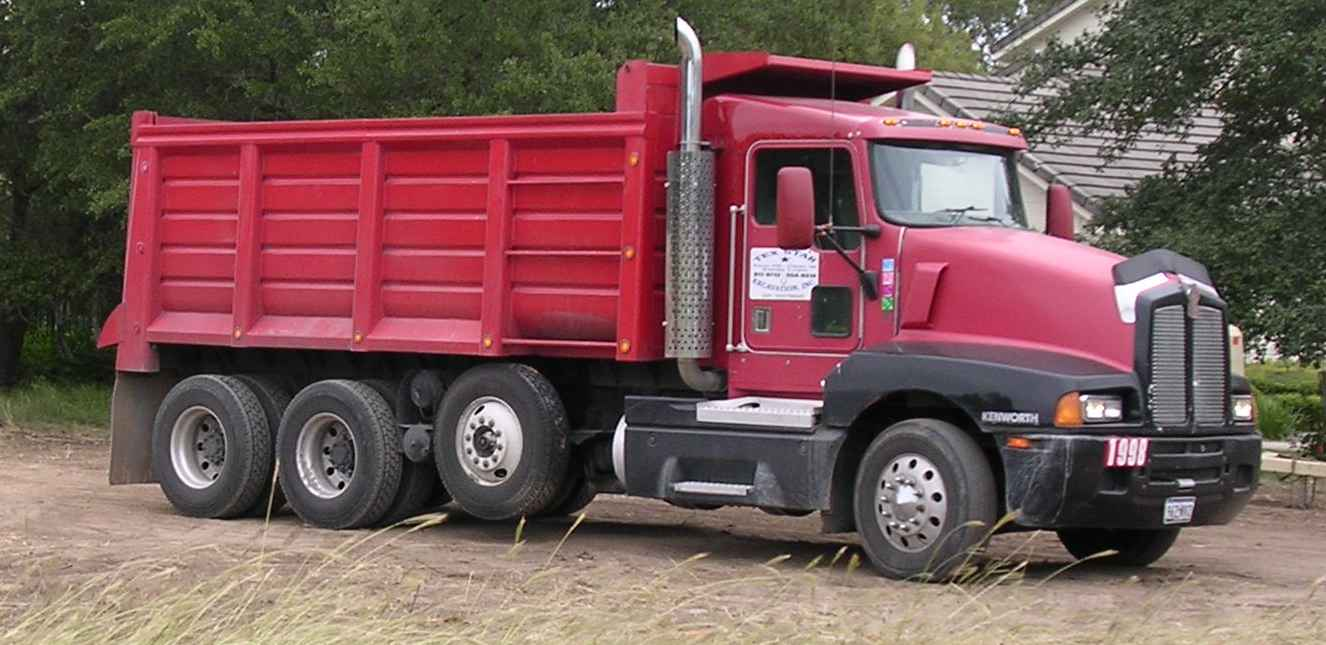
عجلتي الوسط متصلتان "بمحور دافع" ، يرفعهما عن الأرض عند عدم وجود حمولة ثقيلة.

المحور الخامل أو «المحور الميت» لا يشترك في الدفع وإنما يدور حرا. ويكون المحور الخلفي لسيارة ذات دفع أمامي محورا ميتا في العادة. وكثير من الشاحنات وما يتصل بها من مقطورة تستخدم جزئيا محاور ميتة، فهي تستعمل في أغراض النقل. وإذا وجد محور خامل أمام محور قيادة مباشرة فهو يسمى «محور دافع». واما إذا كان خلف محور القيادة فيسمى «تاغ آكسل» tag axle ، وهو أيضا محور ميت.
تستخدم المحاور الميتة أيضا في المقطورات، والمركبات الزراعية وغيرها من آلات البناء الثقيلة وتقوم بنفس الوظيفة. كما يكون في عربات الحاويات التي تعمل في الحقول.
في بعض المركبات الكبيرة يكون «تاغ آكسل» قابلا للقيادة. وفي بعض الشاحنات الكبيرة تكون عجلات المحور الميت مرفوعة عن الأرض، وتنزل على الأرض عندما تُحمل الشاحنة بأحمال ثقيلة، وبهذا لا تستهلك العجلات سريعا.

## محور رافع
بعض الشاحنات الثقيلة وبعض المقطورات، قد يزود بمحور رافع إضافي، يعمل مع الأربع عجلات يسمى أحيانا "محور رافع هوائي" أو "محور_
تنزيل"، يمكن رفعه وتنزيله. ويمكن تنزيله بغرض زيادة الكتلة المحملة على الشاحنة أو لتوزيع وزن الحمولة على عدد أكثر من عجلات الشاحنة، مثلما عند عبور فوق جسر محدود التحمل.
وعندما لا يكون هناك داعيا لاستخدامه فهو يرفع عن الأرض بغرض عدم استهلاك لا داعي له للإطارات. كما أن رفع المحور يقلل من الاحتكاك في حالة الانحراف في منحنى ضيق، فتلف الشاحنة أكثر يسرا في المنحنى الضيق. وحتى في بعض الأحيان لا بد من رفع المحور الإضافي لكي تتمكن الشاحنة من الدوران في منحنى ضيق.
بعض الشاحنات يكون مزوداً برافع هوائي، يضبطه حاسوب، بحيث يعمل المحور الميت آلياً، عندما تصل حمولة المحور الرئيسي قدرته القصوى. ويمكن رفع المحور الميت عند الاحتياج، بالضغط على زر لتحسين المناورة في المنحنيات.